# Estreitos de Moyle

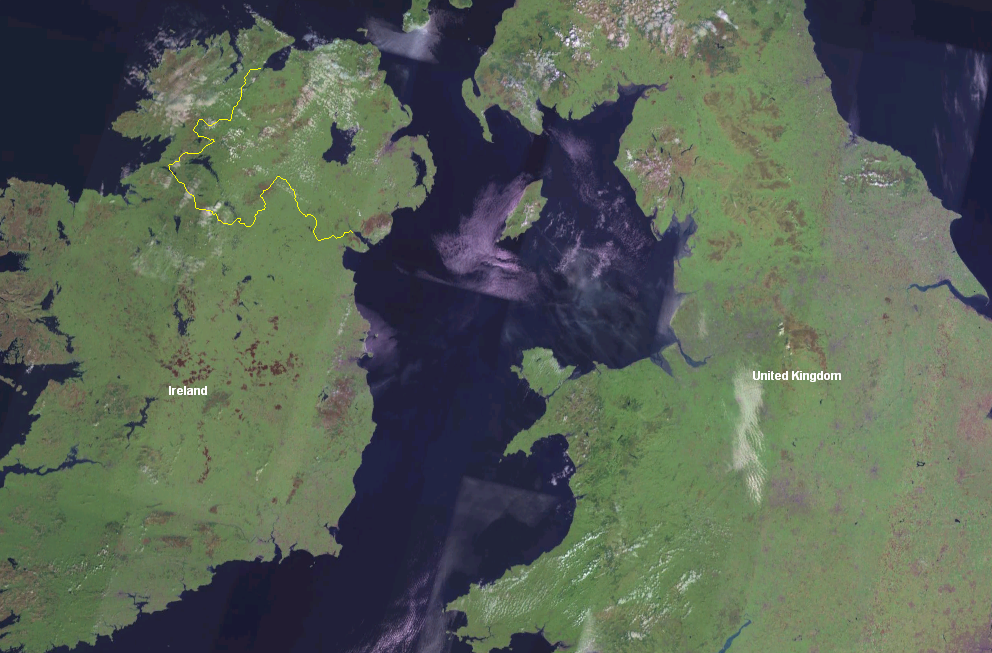
Os Estreitos de Moyle ficam na parte superior desta imagem de satélite

Os Estreitos de Moyle (Straits of Moyle em inglês, Sruth na Maoile em irlandês e escocês gaélico) são a área do mar da Irlanda entre o nordeste da Irlanda do Norte e o sudoeste da Escócia. A distância entre as duas costas permite que em raros dias límpidos seja possível ver a outra ilha.